# Argiope extensa
Argiope extensa är en spindelart som beskrevs av William Joseph Rainbow 1897. Argiope extensa ingår i släktet Argiope och familjen hjulspindlar.
Artens utbredningsområde är New South Wales. Inga underarter finns listade i Catalogue of Life.